# 정저우 지하철
정저우 지하철(중국어 간체자: 郑州地铁, 정체자: 鄭州地鐵)은 중화인민공화국 허난성 정저우시의 도시 철도이다.

## 노선
- 정저우 지하철 1호선
- 정저우 지하철 2호선
- 정저우 지하철 3호선
- 정저우 지하철 4호선
- 정저우 지하철 5호선
- 정저우 지하철 6호선
- 정저우 지하철 7호선
- 정저우 지하철 8호선
- 정저우 지하철 청지선(城際線)
- 정저우 지하철 10호선
- 정저우 지하철 12호선
- 정저우 지하철 14호선
- 정저우 지하철 정쉬선(鄭許線)

## 같이 보기
- 지하철 목록